# 小倉達次
小倉 達次（おぐら たつじ、1888年9月19日 - 1970年9月11日）は、日本の陸軍軍人、陸軍中将。東京都出身。陸士22期。

## 経歴
駐蒙軍の情報担当として活躍し、太平洋戦争開戦後の昭和19年には新設された第84師団の師団長に補され、末期にはやはり新設の第131師団の師団長として粤漢鉄道沿線の警備に当たった。

## 年譜
- 1910年（明治43年）5月28日 陸軍士官学校卒業
- 1910年（明治43年）12月26日 陸軍少尉
- 1936年（昭和11年）3月7日 騎兵第15連隊長
- 1936年（昭和11年）8月1日 陸軍騎兵大佐
- 1938年（昭和13年）8月10日 留守第1師団司令部附
- 1939年（昭和14年）3月20日 綏遠特務機関長
- 1940年（昭和15年）3月9日 陸軍少将・騎兵第4旅団長
- 1943年（昭和18年）8月3日 駐蒙軍情報部厚和支部長
- 1944年（昭和19年）3月1日 陸軍中将・留守第54師団長
- 1944年（昭和19年）7月8日 第84師団長
- 1945年（昭和20年）2月20日 第131師団長
- 1948年（昭和23年）1月31日、公職追放仮指定を受けた[1]。

## 栄典
位階
- 1911年（明治44年）3月10日 - 正八位[2]
- 1914年（大正3年）2月10日 - 従七位[3]
- 1919年（大正8年）3月20日 - 正七位[4]
- 1924年（大正13年）5月15日 - 従六位[5]

勲章
- 1944年5月17日 - 勲一等瑞宝章